# Molenbeekvallei-Vremde
De Molenbeekvallei-Vremde is een natuurgebied in de Antwerpse gemeenten Boechout (Vremde), Lier en Ranst.
Het gebied, 10-50 ha groot, wordt beheerd door Natuurpunt en bestaat uit een aantal percelen in de vallei van de Molenbeek. Aansluitend ligt de plaats waar de Sint-Bernardusabdij werd in 1236 werd gesticht en tot 1243 hier heeft gestaan.
Het gebied bestaat uit vochtige en moerassige gebieden, poelen, houtkanten en knotwilgen. Voorjaarsbloemen zijn sneeuwklokje, slanke sleutelbloem en knolsteenbreek. De poelen zijn ideaal voor de voortplanting van diverse soorten amfibieën.
Tot de vogelwereld behoren steenuil en ooievaar. Het oranjetipje is hier een veel voorkomende vlindersoort.
Het gebied is vrij toegankelijk. Er is een vogelkijkhut.